# Eumeekia
Eumeekia là một chi bướm đêm thuộc họ Geometridae.

## Các loài
- Eumeekia flavicosta
- Eumeekia tincta